# Іштван Бітто
Іштван Бітто (угор. Bittó István; 3 травня 1822, Шарошфа — 7 березня 1903, Будапешт) — угорський політичний діяч.

## Біографія
Іштван Бітто народився 3 травня 1822 у містечку Шарошфа. Вивчав право в Пряшеві, потім в 1845 став нотаріусом Візельбурзького комітату.
Як представник Ніжнешютського округу в Пештському рейхстазі 1848 він пішов за угорським урядом в Дебрецен і Сегед, і після вілагошської катастрофи 1849 втік за кордон, але в 1851 повернувся на батьківщину.
З 1861 постійно був членом нижньої палати, де приєднався до деакистів, а з 1869 до 1872 був віце-президентом палати. В 1871 прийняв від Балтазара Горвата портфель міністра юстиції в кабінеті Андраші Дюла, а в 1874 був призначений міністром-президентом, але так як йому не вдалося врятувати від розпаду партію деакистів, то він в 1875 подав у відставку, залишившись членом угорської палати депутатів.
З 1899 по 1903 роки член верхньої палати угорського рейхстагу.